# گمینا نوووگروجتس

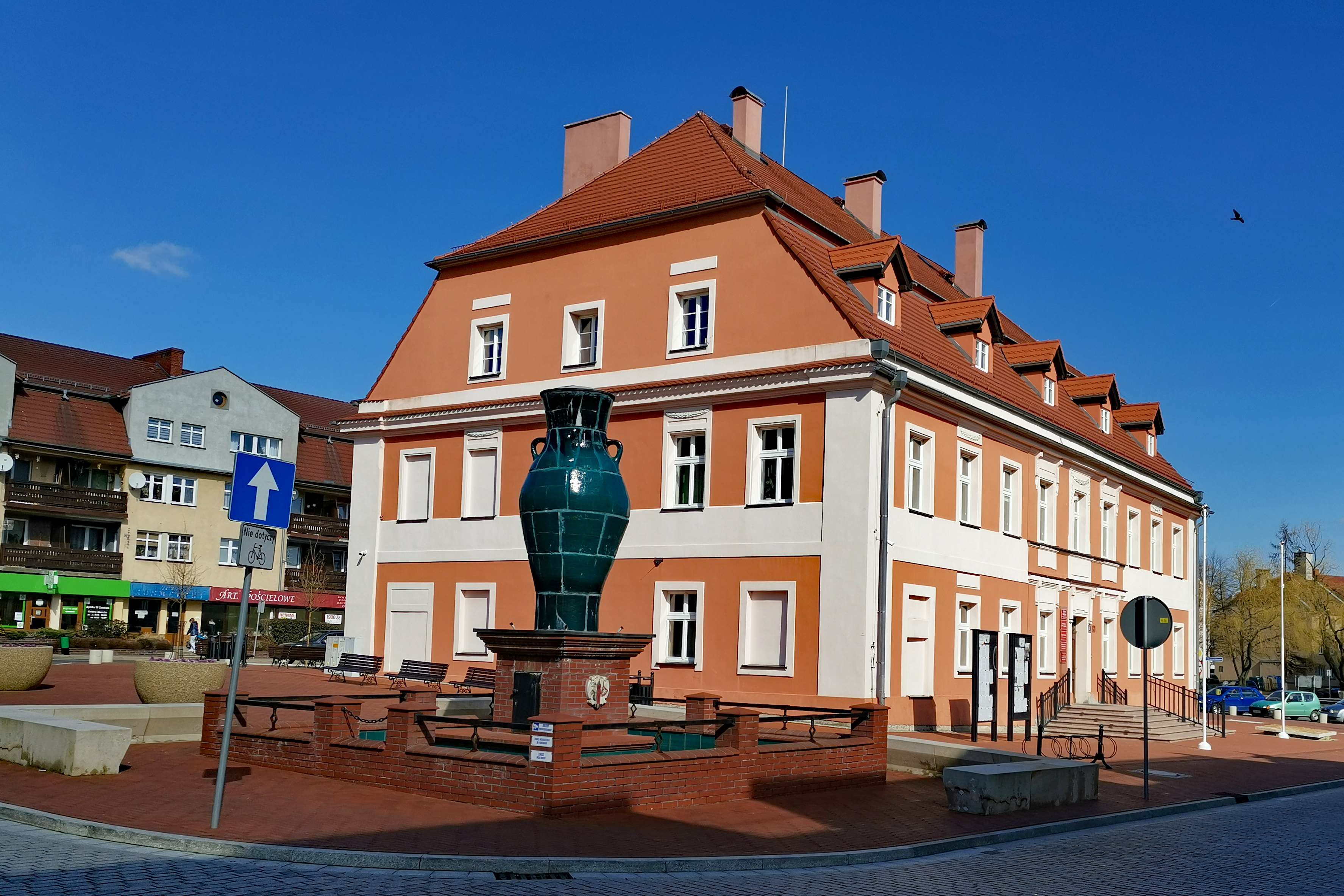
گمینا نوووگروجتس

گمینا نوووگروجتس (به لهستانی:  Gmina Nowogrodziec) یک گمینا در لهستان است که در شهرستان بولسواویتس واقع شده‌است. گمینا نوووگروجتس ۱۷۶٫۲۶ کیلومتر مربع مساحت و ۱۴٬۷۲۴ نفر جمعیت دارد.